# Retrograss
Retrograss (с англ. — «Ретрограсс») — студийный альбом Джона Хартфорда, выпущенный в 1999 году под лейблом «Rounder Records». Альбом записан совместно с Майком Сигером и Дэвидом Грисменом.
В альбом вошли известные ретро-композиции 1950-х-1960-х годов, включая песни группы «The Beatles» и Чака Берри. В альбом также вошли несколько песен штата Теннесси (пр. «Rocky Top»).

## Список композиций

### Сторона один
| Трек | Название песни     | Автор(ы)                       | Время |
| ---- | ------------------ | ------------------------------ | ----- |
| 1.   | My Walking Shoes   | Дэвид Грисмен                  | 2:48  |
| 2.   | Hound Dawg         | Джерри Лейбер и Майк Столлер   | 2:37  |
| 3.   | Maggie’s Farm      | Боб Дилан                      | 2:47  |
| 4.   | Memphis            | Чак Берри                      | 2:42  |
| 5.   | Flint Hill Special | Эрл Скраггз                    | 2:49  |
| 3.   | The Old Home Place | С. С. Стил, арр: Джон Хартфорд | 3:01  |
| 4.   | Uncle Pen          | Билл Монро                     | 3:01  |
| 5.   | Airmail Special    | Бенни Гудмэн                   | 2:12  |

### Сторона два
| Трек | Название песни                 | Автор(ы)                    | Время |
| ---- | ------------------------------ | --------------------------- | ----- |
| 1.   | Rocky Top                      | песня штата Теннесси        | 3:28  |
| 2.   | Room at the Top of the Stairs  | Рэндел Хилтон               | 2:11  |
| 3.   | Sittin' on the Dock of the Bay | Отис Реддинг                | 2:35  |
| 4.   | Jerusalem Ridge                | Традиционная музыка         | 3:37  |
| 5.   | Windy Mountain                 | Мик Джаггер и Кит Ричардс   | 3:06  |
| 2.   | Maybelline                     | Чак Берри                   | 2:39  |
| 3.   | Blue Ridge Cabin Home          | Луис Кёртанн, Глэдис Стейси | 3:14  |
| 4.   | Rocky Road Blues               | Билл Монро                  | 3:40  |
| 5.   | When I’m Sixty-Four            | Джон Леннон и Пол Маккартни | 3:17  |

## В записи приняли участие
- Дэвид Грисмен — вокал, гитара, мандолина, гитара-банджо, укулеле, мандолина-банджо
- Джон Хартфорд — вокал, 5-струнное банджо, скрипка, автоарфа, гитара-банджо и гитара
- Майк Сиигер— вокал, скрипка, 5-струнное банджо, трёхмерный стереозвук банджо, гитара, гитара-банджо, мандолина, варган и автоарфа

### Производство
- Продюсер — Дэвид Грисмен
- Исполнительный продюсер — Крейг Миллер
- Звукозапись «живых» записей и работа над миксами — Дэвид Денисон («Dawg Studios»)
- Фотография и дизайн — Д. Брент Хосмен
- Задняя обложка диска и коллаж — Дэвид Кипхут
- Дополнительная фотография — Эндрю Дей, Кларк Прути, Старбжон Бергелт